# Jane Tregunno
Jane Tregunno est une rameuse canadienne née le 9 juillet 1962 à Saint Catharines. 

## Biographie
En quatre avec barreur, elle est vice-championne olympique en 1984 à Los Angeles (avec Barbara Armbrust, Marilyn Brain, Angela Schneider et la barreuse Lesley Thompson-Willie) et septième en 1988 à Séoul.

## Palmarès

### Jeux olympiques
- Jeux olympiques d'été de 1984 à Los Angeles,  États-Unis
  -  Médaille d'argent en quatre avec barreur

### Championnats du monde
- Championnats du monde d'aviron 1986 à Nottingham,  Royaume-Uni
  -  Médaille de bronze en quatre avec barreur